# Plaques de matrícula de Luxemburg

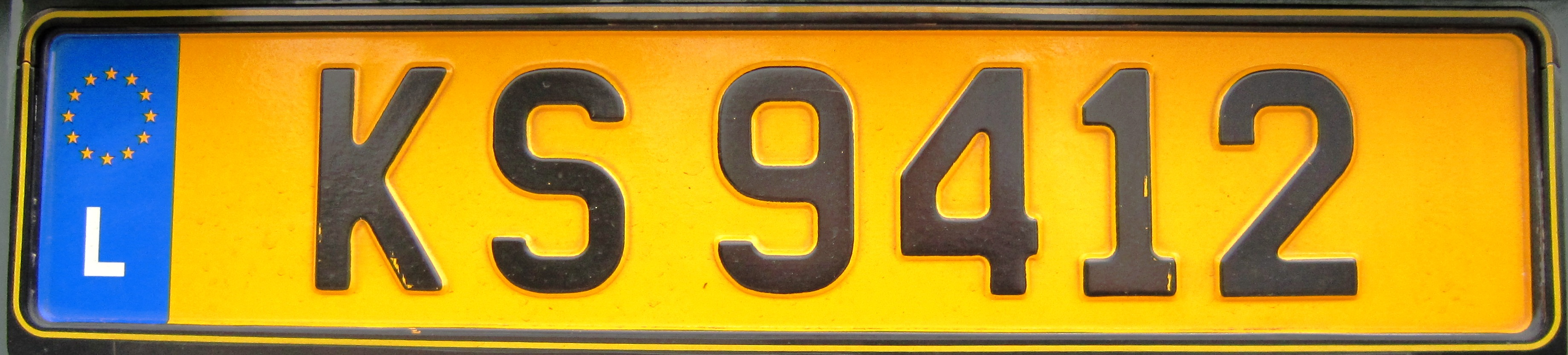
Model de matrícula actual.

Les actuals plaques de matrícula dels vehicles de Luxemburg són assignades al vehicle pel Departement de Transports, pel que la matrícula assignada no es torna a reassignar un cop destruït el vehicle. Utilitzen un sistema de registre format per una combinació de sis caràcters alfanumèrics, dues lletres seguides de quatre xifres (per exemple, AB1234) de color negre sobre un fons groc reflectant i sense cap mena de codificació geogràfica.
El format és el comú a la resta de plaques de la Unió Europea, pel que també porta la secció blava a l'extrem esquerre amb les estrelles en cercle de la UE i el codi del país, L. Amb unes mides que poden ser de 520 mm x 110 mm (rectangular) o de 340 mm × 200 mm (quadrada) i els caràcters han de tenir un gruix d'1,5mm com a mínim. L'ús i el format de plaques actual va ser promulgada pel Parlament el juny de 2003.
Les combinacions de lletres AA, CD, HJ, KK, KZ, PD, SA, SS, WC i ZZ, així com les lletres I i O no s'utilitzen.

## Tipus

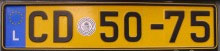
Matrícula diplomàtica.

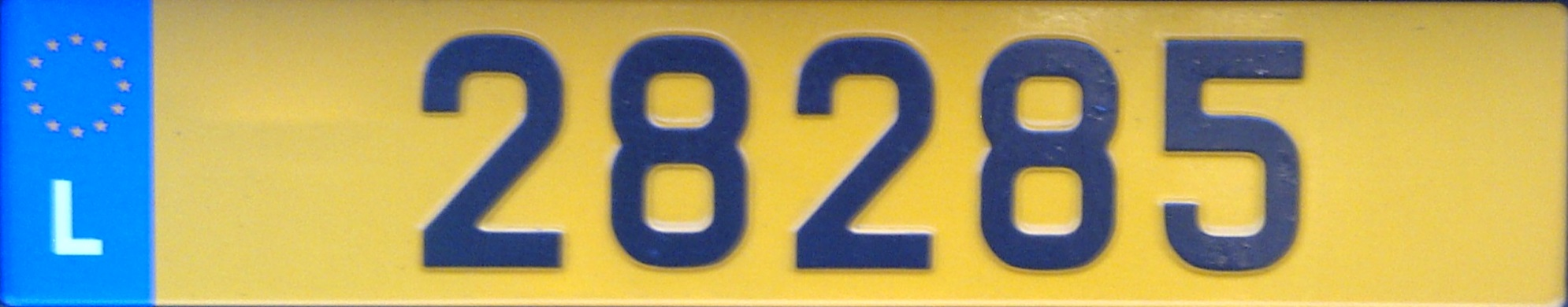
Model de matrícula personalitzada.

Es reserven un seguit de sèries especials per a la matriculació de determinades categories de vehicles i per a determinats usos:
La Família Gran Ducal Luxemburguesa utilitza la sèrie que va de l'1 fins al 19.
Els vehicles del gabinet del Gran ducat utilitzen matrícules amb les sèries del 20 fins a 50.
Els vehicles dels membres del parlament utilitzen matrícules amb les sèries del P1 fins P99.
Els vehicles de l'administració de l'estat utilitzen matrícules amb les sèries AA1000 fins AA9999
Els vehicles diplomàtics d'ambaixades o del personal diplomàtic porten el mateix tipus de plaques però comencen per les lletres CD (per Corps Diplomatic) i quatre xifres separades en dos grups per un guionet (per exemple, CD-12-34), sent les dues primeres xifres les que indiquen la nacionalitat. Entre les lletres i les xifres hi ha un adhesiu en el qual es pot llegir el nom de Grand-Duché de Luxembourg · Ministère des Transports.
El propietari d'un vehicle pot sol·licitar una matrícula personalitzada, que estarà formada per quatre o cinc xifres (per exemple, 12345).

## Història

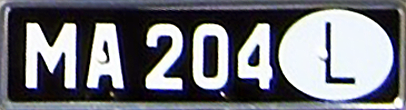
Model de matrícula anterior al 1978.

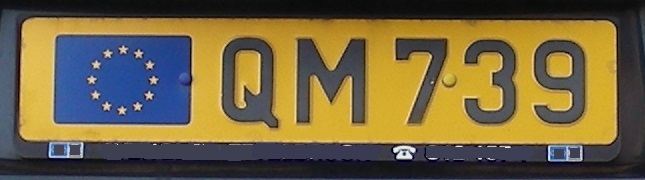
Model antic de matrícula.

Les matrícules antigues estaven formades només per xifres, després per una lletra i quatre xifres i més tard per dues lletres i tres xifres, segons s'anaven esgotan les numeracions. Els caràcters són blancs sobre un fons negres. Actualment només les poden portar els vehicles històrics.
A partir de 1978 s'actualitza el format de les matrícules canviant els colors dels caràcters i del fons als actuals, però introduint a la part esquerra una bandera europea, (per exemple, AB123)